# Bobby Julich

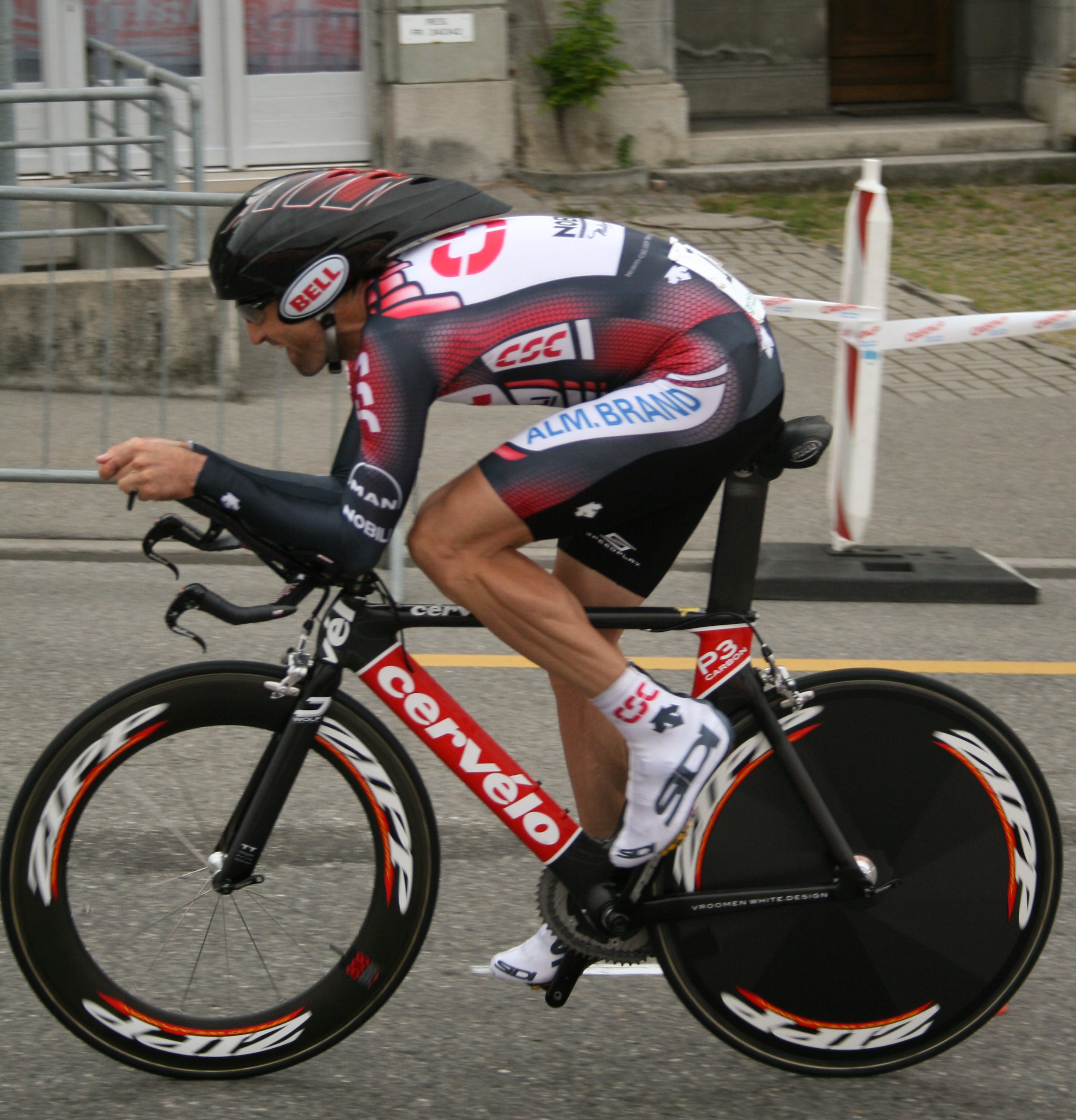
Bobby Julich under Romandiet runt 2007.

Robert William "Bobby" Julich, född 18 november 1971 i Corpus Christi, Texas, är en amerikansk före detta professionell tävlingscyklist. Han har efter cykelkarriären arbetat för UCI ProTour-stallet Team Saxo Bank.
Julich blev känd internationellt när han slutade trea i Tour de France 1998, men efter det hade han några tunga år i cykelstallen Crédit Agricole och Team Telekom. Det dröjde fram till 2004 års Baskien runt innan han tog sin första etappseger på europeisk mark, då med det danska stallet Team CSC. Julich tog också silvermedaljen i tempolopp under de Olympiska sommarspelen 2004.

## Karriär

### 1985–1990
Bobby Julich började cykla 1985 och deltog i sin första tävling samma år. Som amatörcyklist vann Julich de amerikanska juniormästerskapen i cykelcross 1990. Året därpå tävlade han med det amerikanska nationslaget i Tour DuPont, som då var det största etapploppet i USA. Julich slutade femma i tävlingen och vann också ungdomstävlingen.

### 1995–1996
Julich blev kontrakterad av Motorola 1995 och blev där stallkamrat med landsmännen Lance Armstrong och George Hincapie. 
Under säsongen 1996 blev Julich diagnotiserad med supraventrikulär takykardi, som innebär att hjärtat börjar slå mycket fortare än normalt. Han behandlades med radiofrekvensablation (RFA), vilket innebär att värme som utvecklas av radiovågarna bedövar eller förstör de nerver som signalerar smärta. Julich hann bli frisk till Vuelta a España 1996, där han bar bergspriströjan under tio etapper. Han slutade nia i tävlingens slutställning, ett resultat som gjorde att europeiska stall upptäckte amerikanen.
När Motorola lade ned sin verksamhet efter säsongen 1996 blev Bobby Julich kontrakterad av det franska stallet Cofidis, där även forna stallkamraten Lance Armstrong skulle ha tävlat om han inte hade fått cancer. 

### 1997–2001
1998 slutade Julich trea på Tour de France. Bara 96 av 189 startande cyklister avslutade tävlingen med anledning av den dopningshärva som uppdagades under tävlingens gång, kallad Festina-skandalen. Marco Pantani och Jan Ullrich slutade etta respektive tvåa i tävlingen framför Julich. 
Inför Tour de France 1999 sågs Julich som en av favoriterna till att vinna tävlingen, men en krasch under ett individuellt tempolopp gjorde att Julich inte kunde fortsätta.
Det franska stallet Crédit Agricole kontrakterade Julich inför säsongen 2000. Julich blev där stallkamrat med landsmannen Jonathan Vaughters. Under Tour de France 2001 vann stallet lagtempoetappen.

### 2002–2003
Inför säsongen 2002 blev Julich kontrakterad av det tyska stallet Team Telekom, där han blev stallkamrat med Jan Ullrich. Efter en misslyckad säsong 2003 ville Julich avsluta sin karriär. Han valde dock att fortsätta sin med sin karriär men valde att byta stall till Team CSC inför säsongen 2004.

### 2004–2008
I Team CSC blev Julich lagkamrat med Andrea Peron, som han tävlat med i Motorola, och Jens Voigt, som han tävlat med i Crédit Agricole. Samma säsong som han kom till det danska stallet Team CSC vann han ett tempolopp i Baskien runt, hans första seger sedan 1998. Tillsammans med tysken Jens Voigt vann Julich LuK Challenge, ett tvåmannatempolopp. 
Senare under säsongen tog han också silvermedaljen i tempoloppet i OS 2004 i Aten. Han kom i mål efter landsmannen Tyler Hamilton och ryssen Vjatjeslav Jekimov. Hamilton visade sig senare vara dopad och 2012 beslutades att Hamilton skulle fråntas sin medalj - således blev det silver för Julich.
Året därpå fortsatte Julich att vinna och han blev den förste amerikanen att vinna Paris–Nice det året. Han vann också Critérium International och Eneco Tour of Benelux. Julich slutade åtta i den första UCI ProTour-rankingen.
Under säsongen 2006 skulle Julich hjälpa stallkamraten Ivan Basso att vinna både Giro d'Italia och Tour de France. I början på säsongen slutade han trea i Tour of California och vann prologen i Paris–Nice. Han cyklade också sitt första Giro d'Italia i karriären, men led av sin pollenallergi och var inte en av de mest framträdande cyklisterna i tävlingen. Han hjälpte dock stallkamraten Ivan Basso att vinna tävlingen. 
Dagarna innan Tour de France 2006 blev det klart att Ivan Basso inte fick ställa upp i tävlingen, med anledning av att italienaren blivit utpekat i den så kallade Operación Puerto-härvan. Bobby Julich själv avslutade tävlingen efter att ha vurpat och skadat handleden under tempoloppet på etapp 7.
Under säsongen 2007 slutade Bobby Julich tvåa på etapp 4 av Sachsen Tour, en tävling som han också slutade tvåa på totalt efter Joost Posthuma. Under säsongen var amerikanen med och hjälpte Team CSC att vinna lagtempoetapper i Tyskland runt och Eindhovens lagtempo.
Året därpå, 2008, slutade han trea på etapp 6 av Paris–Nice efter Sylvain Chavanel och Luis León Sánchez. Julich slutade också trea i tävlingens bergstävling efter Clément Lhotellerie och stallkamraten Chris Anker Sørensen. Under säsongen 2008 meddelade Bobby Julich att han tänkte avsluta sin karriär. Då hade han varit professionell under 15 år.

## Stall
- Spago-Nutra Sweet 1992
- Chevrolet-L.A. Sheriff 1993–1994
- Motorola 1995–1996
- Cofidis 1997–1999
- Crédit Agricole 2000–2001
- Team Telekom 2002–2003
- Team CSC 2004–2008